# قرار مجلس الأمن التابع للأمم المتحدة رقم 931
قرار مجلس الأمن التابع للأمم المتحدة رقم 931، المعتمد بالإجماع في 29 يونيو 1994، وبعد أن أشار إلى القرار 924 (1994) بشأن الحرب الأهلية في اليمن، نظر المجلس في النتائج التي توصلت إليها بعثة تقصي الحقائق الموفدة إلى البلد وطالب بوقف إطلاق النار.
وأيد المجلس دعوة الأمين العام للأمم المتحدة بطرس بطرس غالي إلى وقف فوري للقصف في مدينة عدن، مستنكرًا عدم استجابة الأطراف للدعوة. كما انزعج من عدم وقف إطلاق النار على الرغم من التصريحات العديدة للحكومة اليمنية وأنصار الحزب الاشتراكي اليمني. وتم الإعراب عن القلق إزاء تدهور الوضع في اليمن، ولا سيما الوضع الإنساني وتوفير الأسلحة وغيرها من العتاد.
وطُلب بعد ذلك وقف إطلاق النار، والتشديد على أهمية التنفيذ الفعال لوقف إطلاق النار. واستنكر القرار استمرار الهجوم العسكري على عدن، داعياً إلى نقل الأسلحة الثقيلة خارج نطاق المدينة. وطُلب من الأمين العام ومبعوثه الخاص مواصلة المفاوضات مع الطرفين بشأن إمكانية إنشاء آلية لرصد انتهاكات وقف إطلاق النار والتشجيع على احترامها والمساعدة على منعها.
وكرر المجلس دعواته إلى الوقف الفوري لتوفير الأسلحة وغيرها من العتاد، مشيراً إلى أن الخلافات السياسية لا يمكن حلها من خلال استخدام القوة. وتم الإعراب عن القلق إزاء الوضع الإنساني في اليمن، لذلك طُلب من الأمين العام استخدام جميع الموارد لمعالجة المتضررين من النزاع وتسهيل توزيع المساعدات الإنسانية.
وأخيراً، طُلب من الأمين العام أن يقدم تقريراً إلى مجلس الأمن في غضون 15 يوماً من اتخاذ هذا القرار يوضح بالتفصيل التقدم المحرز.

## وصلات خارجية
- نص القرار في undocs.org